# Stazione di San Gallo
La stazione di San Gallo (in tedesco Bahnhof Sankt Gallen) è la principale stazione ferroviaria a servizio dell'omonima città svizzera, capoluogo dell'omonimo cantone. È gestita dalle Ferrovie Federali Svizzere ed è situata sulle linee San Gallo-Winterthur, San Gallo-Rorschach, Appenzello-San Gallo-Trogen (composta dalle tratte San Gallo-Gais-Appenzello e San Gallo-Trogen) e Lago di Costanza-Toggenburgo, tutte a scartamento normale eccetto la Appenzello-San Gallo-Trogen, che è a scartamento metrico.
Inaugurata nel 1856 e completamente ricostruita all'inizio del XX secolo, la stazione è di proprietà e gestita dalle Ferrovie Federali Svizzere (SBB CFF FFS) ed è il punto centrale della rete celere di San Gallo. Serve anche come stazione centrale per le Appenzeller Bahnen (AB) e per molti collegamenti di autobus urbani e regionali, che fermano di fronte al fabbricato viaggiatori.

## Storia

Fotografia aerea da 150 metri di Walter Mittelholzer (1929).

La prima stazione ferroviaria di San Gallo risale agli anni 1853-1856, quando le Ferrovie Svizzere Unite realizzarono un primo progetto della struttura. Tuttavia questa, completata nel 1856, non soddisfaceva più i requisiti già negli anni 1880. Dopo 25 anni di controversie sulla pianificazione, le neonate Ferrovie Federali Svizzere (FFS) e la città di San Gallo riprogettarono e ristrutturarono completamente l'area della stazione a partire dal 1902, costruendo diversi nuovi edifici, tra cui un nuovo fabbricato viaggiatori, tre nuovi caselli di segnalazione e una nuova abitazione per i ferrovieri, ed ampliando lo scalo merci e le strutture ad esso annesse. La torre dell'acqua in cemento armato fu costruita nel 1906, sotto la direzione dell'ingegnere Robert Maillart.
In seguito al boom dell'industria tessile sangallese, fu avviata una pianificazione metropolitana, con la realizzazione di un nuovo quartiere commerciale nei pressi della stazione. La città chiese alle FFS di creare una piazza della stazione mentre veniva realizzato il nuovo fabbricato viaggiatori. Nel 1906 fu indetto un concorso che prevedeva anche la progettazione del nuovo ufficio postale principale. Gli architetti Kuder e von Senger si aggiudicarono il primo premio insieme ad altri due studi, e Alexander von Senger realizzò l'edificio neobarocco del fabbricato viaggiatori entro il 1913. Dopo la ristrutturazione del 1999, i piani superiori dell'edificio ospitano la Scuola Club Migros, mentre al piano terra, accanto alla biglietteria delle FFS, sono stati aperti nuovi negozi.

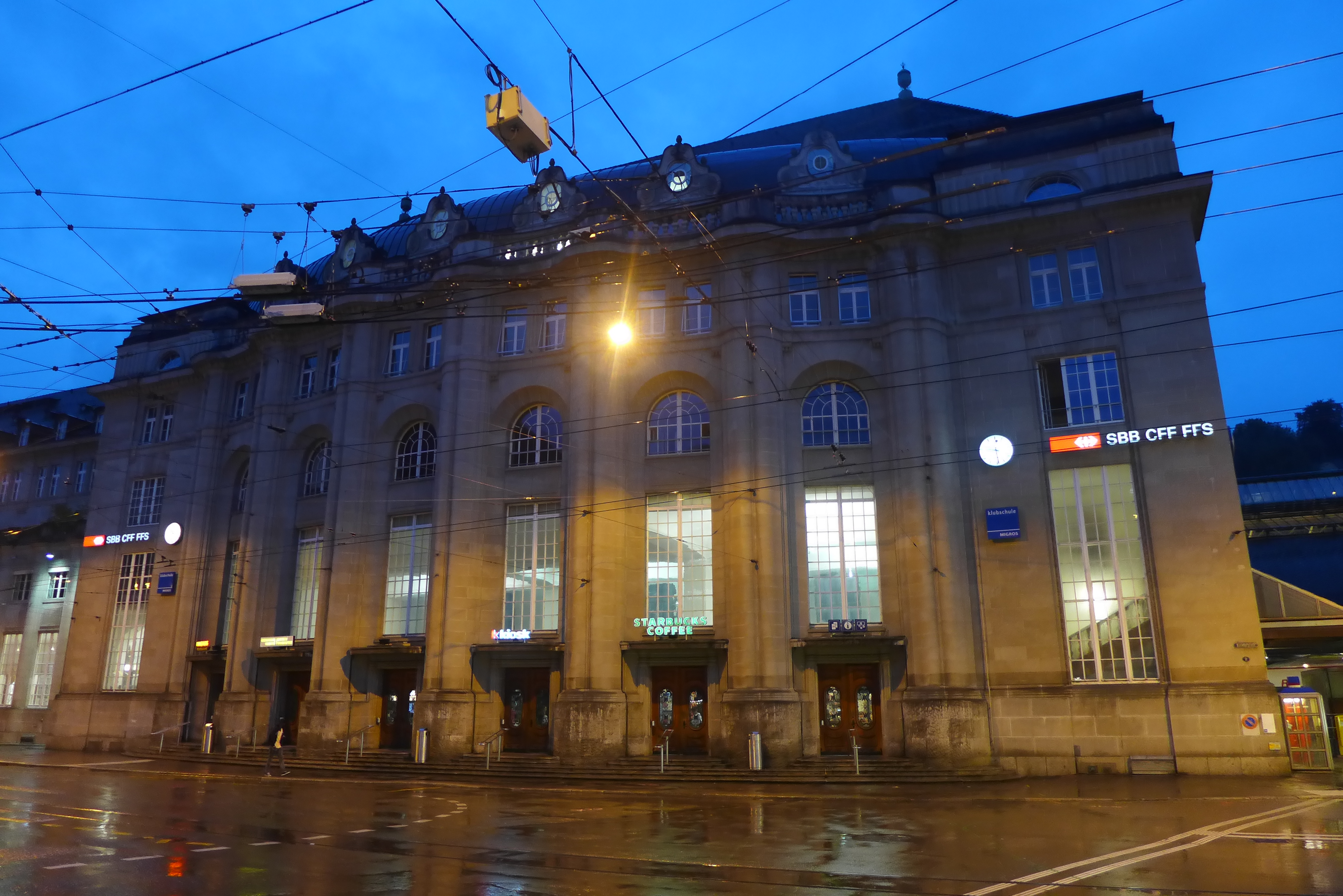
Il fabbricato viaggiatori nel 2014.

Il piazzale binari a navata unica, con una superficie di 42 × 190 metri, fu completato nel 1915. Il professor Karl Moser fu chiamato a completare il progetto della rimessa locomotive, che è uno dei più grandi depositi ferroviari circolari superstiti della Svizzera. Dall'autunno 2006 è utilizzato come centro culturale e per delle mostre. Nel 2008 il Cantone di San Gallo ha deciso, con un referendum, di acquistare la rimessa con il relativo bagno e la torre dell'acqua per 22,64 milioni di franchi svizzeri e di ristrutturarla con un delicato intervento di restauro.
Dal novembre 2009 al 2012, la stazione venne denominata "RailCity" dalle FFS. Tale denominazione implicava, per la struttura, orari di apertura più lunghi per la maggior parte dei negozi e un più elevato standard di sicurezza e pulizia, anche se ciò non comportò grandi cambiamenti nel caso della stazione di San Gallo.

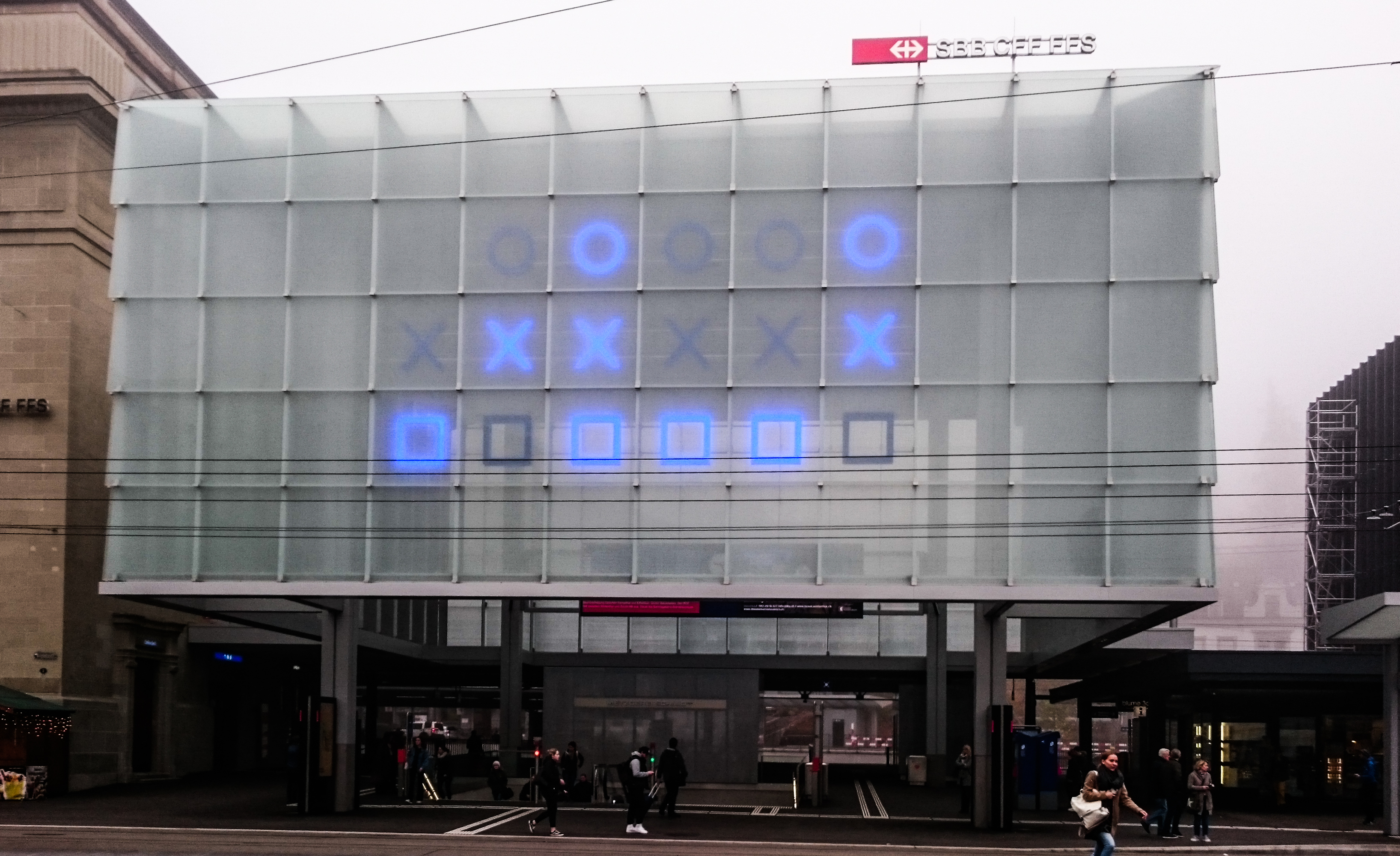
L'orologio binario antistante la stazione.

Dal 2012, nell'ambito del progetto "Bahnhof Nord" (approvato nel referendum del 2008), venne realizzato un ingresso sotterraneo alla stazione con un parcheggio per le auto ed uno per le biciclette custodito. Dal 1º ottobre 2012, la piazza antistante la stazione venne chiusa al traffico privato, i parcheggi preesistenti adiacenti alla stazione vennero rimossi e lo spazio così guadagnato venne utilizzato come stazione degli autobus per l'AutoPostale Svizzera e per gli altri autobus di linea. Da allora, l'accesso per il trasporto privato avviene attraverso la nuova strada di accesso sulla Rosenbergstrasse. Nel contesto dell'espansione della rete celere di San Gallo, vennero anche posati due nuovi binari, usati dal dicembre 2013. Dal 2016 al 2018, il fabbricato viaggiatori, i sottopassaggi e la piazza antistante la stazione vennero sottoposti a una riprogettazione completa, adattando gli spazi alle contemporanee norme di accessibilità.
L'orologio binario, progettato dall'artista Norbert Möslang e installato in questi anni sopra l'ingresso principale della stazione divenne un nuovo elemento riconoscitivo della stazione. Visualizza l'orario in ore, minuti e secondi in una tabella binaria composta da tre righe e sei colonne, invece che su un quadrante convenzionale.

## Strutture e impianti
La stazione dispone di 9 binari dotati di marciapiedi per il servizio passeggeri, di cui i binari numerati da 1 a 7 sono muniti di una banchina mediana e di tre pensiline laterali, mentre i binari numerati 11 e 12, serviti dalle Appenzeller Bahnen, sono muniti di due piattaforme laterali. Inoltre è presente un ampio fabbricato viaggiatori principale.

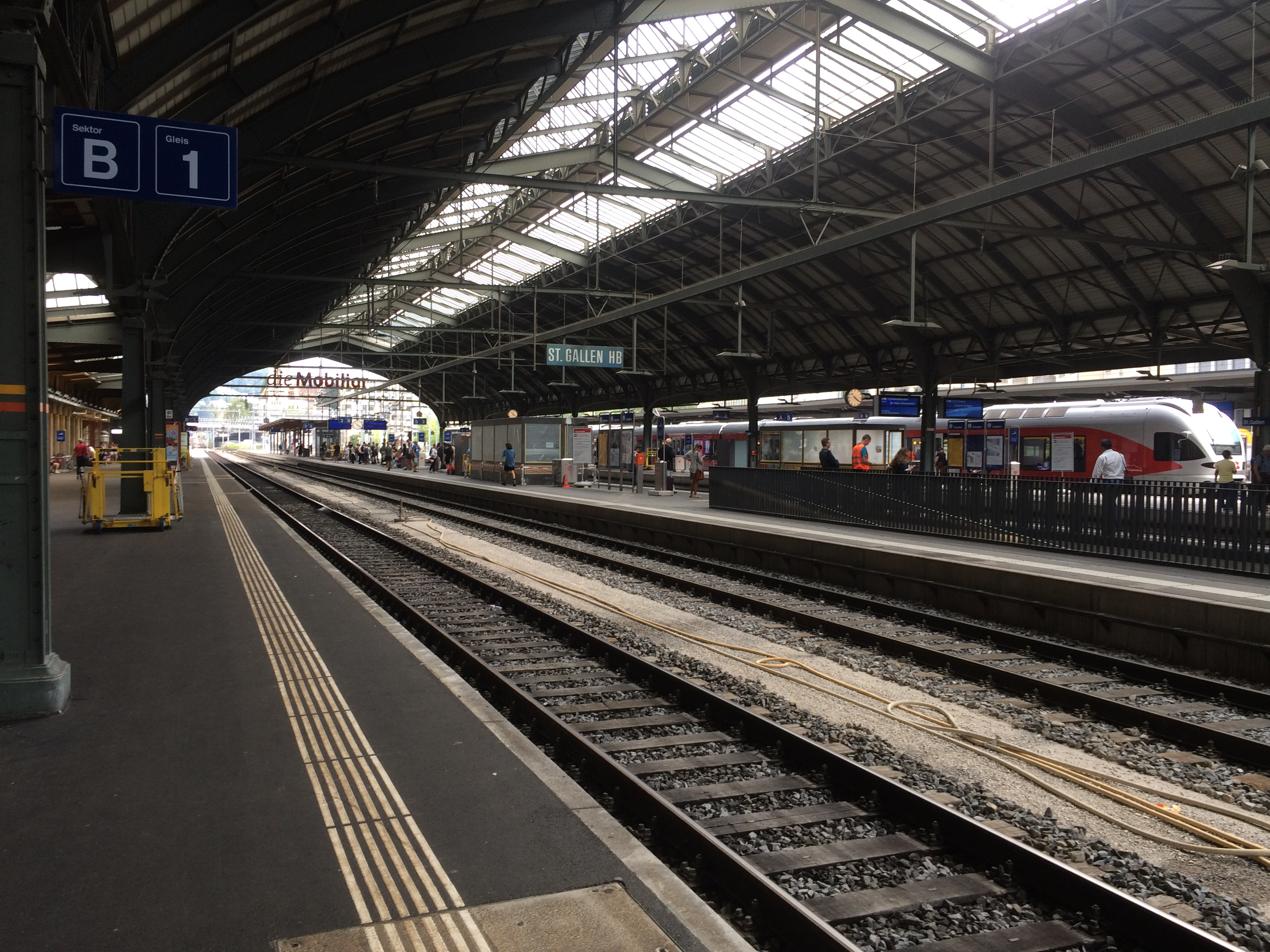
Binario 1 della stazione nel 2018.

## Movimento
La stazione è servita da:
- treni EuroCity ogni 2 ore sulla relazione Zurigo Centrale - Monaco di Baviera Centrale;
- treni InterCity 1 a cadenza semioraria per Ginevra Aeroporto via Zurigo Aeroporto;
- treni InterCity 5 a cadenza semioraria per Rorschach;
- treni InterRegio 13 a cadenza semioraria sulla relazione Zurigo Centrale - Coira;
- treni Voralpen Express a cadenza oraria per Lucerna via Rapperswil e Arth-Goldau;
- treni RegioExpress 1 a cadenza oraria sulla linea Lago di Costanza - Toggenburgo sulla relazione Herisau - Costanza via Romanshorn;
- treni sulle linee S1 (a cadenza semioraria sulla relazione Wil - Sciaffusa), S2/S4 (a cadenza semioraria sulla relazione Wattwil - Altstätten), S5 (a cadenza semioraria - oraria nei fine settimana - per Weinfelden e a cadenza oraria per Sankt Margrethen), S20 (alle ore di punta sulla relazione Appenzello - Trogen), S21 (a cadenza semioraria sulla relazione Appenzello - Trogen), S22 (alle ore di punta sulla relazione Teufen - Trogen), S81 (a cadenza oraria sulla linea Lago di Costanza - Toggenburgo per Herisau) e S82 (alle ore di punta sulla linea Lago di Costanza - Toggenburgo per Wittenbach) della rete celere di San Gallo.

## Servizio
Le banchine a servizio dei binari sono collegate tra loro tramite un sottopassaggio pedonale e sono accessibili ai portatori di disabilità. Nella stazione sono presenti:
- Biglietteria a sportello
- Biglietteria automatica
- Sala d'attesa
- Deposito bagagli con personale
- Deposito bagagli automatico
- Servizi igienici
- Bar
- Ristorante
- Negozi

Sono inoltre presenti parcheggi di interscambio per automobili e per biciclette e un punto di consegna/rilascio di autoveicoli per il car sharing.

## Interscambi
- Fermata filobus[18]
- Stazione taxi[19]
- Fermata autobus (VBSG e AutoPostale Svizzera)[20]